# Robert Koren
Robert Koren (Liubliana, RFS de Yugoslavia, 20 de septiembre de 1980) es un exfutbolista y entrenador esloveno que jugaba de centrocampista. Durante la primera mitad de 2024 fue el director deportivo del NŠ Mura.

## Selección nacional
Fue internacional con la selección de fútbol de Eslovenia en 62 ocasiones en las que anotó cinco goles. Participó en el Mundial 2010 en el que anotó el gol de la victoria en el partido de la primera jornada de la fase de grupos ante Argelia.

### Participaciones en Copas del Mundo
| Mundial                        | Sede      | Resultado    |
| ------------------------------ | --------- | ------------ |
| Copa Mundial de Fútbol de 2010 | Sudáfrica | Primera fase |

## Clubes

### Como jugador
| Club                       | País       | Año       |
| -------------------------- | ---------- | --------- |
| N. K. Dravograd            | Eslovenia  | 1996-2001 |
| N. K. Celje                | Eslovenia  | 2001-2004 |
| Lillestrøm S. K.           | Noruega    | 2004-2007 |
| West Bromwich Albion F. C. | Inglaterra | 2007-2010 |
| Hull City A. F. C.         | Inglaterra | 2010-2014 |
| Melbourne City F. C.       | Australia  | 2014-2016 |
| N. K. Dravograd            | Eslovenia  | 2017      |

### Como entrenador
| Club          | País      | Año       |
| ------------- | --------- | --------- |
| N. K. Fuzinar | Eslovenia | 2020-2021 |

## Palmarés

### Títulos nacionales
| Título                       | Club                       | País       | Año     |
| ---------------------------- | -------------------------- | ---------- | ------- |
| Football League Championship | West Bromwich Albion F. C. | Inglaterra | 2007-08 |

## Vida personal
Está casado y tiene dos hijos y una hija, Nal, Tian y Nia Koren.